# America's Next Top Model
America's Next Top Model (vaak afgekort tot ANTM) is een Amerikaans realitytelevisieprogramma van The CW. De eerste aflevering werd uitgezonden op 20 mei 2003 door UPN. 
Supermodel Tyra Banks is naast presentatrice ook hoofd-jurylid en uitvoerend producent van ANTM.
In het programma strijden tussen de 10 en 16 finalisten (per seizoen is dit verschillend) om de titel America's Next Top Model. 

Sinds cycle 20 (2013) mogen ook mannen zich aanmelden voor deze competitie. De huidige jury in cycle 24 bestaat uit Tyra Banks, Ashley Graham, Drew Elliott en Law Roach.
Op 14 oktober 2015 maakte Tyra Banks bekend via Facebook dat na 22 seizoenen de serie zal stoppen. Echter werd op 23 februari 2016 door televisienetwerk VH1 bekendgemaakt dat America’s Next Top Model zal terugkeren op dit netwerk voor cycle 23.

## Opzet
Ieder seizoen van America's Next Top Model bestaat uit 9 (cycle 1), 11 (cycle 2), 13 (cycle 3-19) of 16 (cycle 20-22) afleveringen. Elke aflevering staat in het teken van een opdracht en een fotoshoot of reclame. Aan het einde van de aflevering worden ze door de juryleden beoordeeld en moet er een model naar huis. De twee modellen die de finale bereiken, mogen daar op de laatste catwalk strijden om de titel America's Next Top Model. Daarnaast bestaat de prijs in het huidige seizoen ook uit: een contract bij NEXT Model Management, een fashion spread in Nylon magazine en een 100.000 dollar campagne bij Guess.
Het programma is wereldwijd verkocht. In Nederland werd vanaf 4 september 2006 Holland's Next Top Model uitgezonden en in België vanaf 1 oktober 2007 Topmodel. Vanaf 14 september 2009 werden deze twee programma's, onder samenwerking van RTL 5 en 2BE, gecombineerd tot Benelux' Next Top Model, waaraan zowel Nederlandse als Belgische kandidaten deelnamen.

### Juryleden
Door de seizoenen heen zijn er achttien verschillende juryleden geweest. Het originele jurypanel bestond uit Tyra Banks, Janice Dickinson, Kimora Lee Simmons en Beau Quillian. Vanaf het eerste seizoen tot aan het achttiende seizoen werd er iedere aflevering een gast jurylid uitgenodigd. 
In diezelfde periode was Jay Manuel creative consultant tijdens alle fotoshoots. In seizoen negentien en twintig werd hij vervangen door Johnny Wujek, die op zijn beurt in seizoen eenentwintig vervangen werd door de fotograaf Yu Tsai. Seizoen 23 werd gepresenteerd door Rita Ora, seizoen 24 wederom door Banks.
| Naam               | Seizoenen    | Seizoenen    | Seizoenen    | Seizoenen    | Seizoenen    | Seizoenen    | Seizoenen    | Seizoenen    | Seizoenen    | Seizoenen    | Seizoenen    | Seizoenen    | Seizoenen    | Seizoenen    | Seizoenen    | Seizoenen    | Seizoenen    | Seizoenen    | Seizoenen    | Seizoenen    | Seizoenen    | Seizoenen    | Seizoenen    | Seizoenen    |
| Naam               | 1 (2003)     | 2 (2004)     | 3 (2004)     | 4 (2005)     | 5 (2005)     | 6 (2006)     | 7 (2006)     | 8 (2007)     | 9 (2007)     | 10 (2008)    | 11 (2008)    | 12 (2009)    | 13 (2009)    | 14 (2010)    | 15 (2010)    | 16 (2011)    | 17 (2011)    | 18 (2012)    | 19 (2012)    | 20 (2013)    | 21 (2014)    | 22 (2015)    | 23 (2016)    | 24 (2017)    |
| ------------------ | ------------ | ------------ | ------------ | ------------ | ------------ | ------------ | ------------ | ------------ | ------------ | ------------ | ------------ | ------------ | ------------ | ------------ | ------------ | ------------ | ------------ | ------------ | ------------ | ------------ | ------------ | ------------ | ------------ | ------------ |
| Tyra Banks         | Host/Jurylid | Host/Jurylid | Host/Jurylid | Host/Jurylid | Host/Jurylid | Host/Jurylid | Host/Jurylid | Host/Jurylid | Host/Jurylid | Host/Jurylid | Host/Jurylid | Host/Jurylid | Host/Jurylid | Host/Jurylid | Host/Jurylid | Host/Jurylid | Host/Jurylid | Host/Jurylid | Host/Jurylid | Host/Jurylid | Host/Jurylid | Host/Jurylid | Gast         | Host/Jurylid |
| Janice Dickinson   | Jurylid      | Jurylid      | Jurylid      | Jurylid      | Gast         | Gast         | Gast         |              |              |              |              |              |              |              |              |              |              |              |              |              |              |              |              |              |
| Kimora Lee Simmons | Jurylid      |              |              |              |              |              |              |              |              |              |              |              |              |              |              |              |              |              |              |              |              |              |              |              |
| Beau Quillian      | Jurylid      |              |              |              |              |              |              |              |              |              |              |              |              |              |              |              |              |              |              |              |              |              |              |              |
| Nigel Barker       |              | Jurylid      | Jurylid      | Jurylid      | Jurylid      | Jurylid      | Jurylid      | Jurylid      | Jurylid      | Jurylid      | Jurylid      | Jurylid      | Jurylid      | Jurylid      | Jurylid      | Jurylid      | Jurylid      | Jurylid      |              |              |              |              |              |              |
| Eric Nicholson     |              | Jurylid      |              |              |              |              |              |              |              |              |              |              |              |              |              |              |              |              |              |              |              |              |              |              |
| Nolé Marin         |              |              | Jurylid      | Jurylid      |              | Gast         |              |              |              |              |              |              |              |              |              |              |              |              |              |              |              |              |              |              |
| J. Alexander       | Coach        | Coach        | Coach        | Coach        | Jurylid      | Jurylid      | Jurylid      | Jurylid      | Jurylid      | Jurylid      | Jurylid      | Jurylid      | Jurylid      | Coach        | Coach        | Coach        | Coach        | Coach        |              |              | Jurylid      | Jurylid      |              |              |
| Twiggy             |              |              |              |              | Jurylid      | Jurylid      | Jurylid      | Jurylid      | Jurylid      |              |              |              |              |              |              |              |              |              |              |              |              |              |              |              |
| Paulina Porizkova  |              |              |              |              |              |              |              |              |              | Jurylid      | Jurylid      | Jurylid      |              |              |              |              |              |              |              |              |              |              |              |              |
| André Leon Talley  |              |              |              |              |              |              |              |              |              |              |              |              |              | Jurylid      | Jurylid      | Jurylid      | Jurylid      |              |              |              |              |              |              |              |
| Kelly Cutrone      |              |              |              |              |              |              |              |              |              |              |              |              |              |              |              |              |              | Jurylid      | Jurylid      | Jurylid      | Jurylid      | Jurylid      |              |              |
| Bryanboy           |              |              |              |              |              |              |              |              |              |              |              |              |              |              |              |              |              |              | Jurylid      | Jurylid      |              |              |              |              |
| Rob Evans          |              |              |              |              |              |              |              |              |              |              |              |              |              |              |              |              |              |              | Jurylid      | Jurylid      |              |              |              |              |
| Rita Ora           |              |              |              |              |              |              |              |              |              |              |              |              |              |              |              |              |              |              |              |              |              |              | Host/Jurylid |              |
| Ashley Graham      |              |              |              |              |              |              |              |              |              |              |              |              |              |              |              |              |              |              |              |              |              |              | Jurylid      | Jurylid      |
| Drew Elliott       |              |              |              |              |              |              |              |              |              |              |              |              |              |              |              |              |              |              |              |              |              |              | Jurylid      | Jurylid      |
| Law Roach          |              |              |              |              |              |              |              |              |              |              |              |              |              |              |              |              |              |              |              |              |              |              | Jurylid      | Jurylid      |

## Seizoenen
De eerste drie seizoenen van America's Next Top Model werden gefilmd in New York. Vanaf het vierde seizoen verhuisde het programma naar Los Angeles. Alleen tijdens seizoen 10, 12 en 14 keerden ze weer terug naar hun originele thuisbasis in New York.
| Seizoen               | Startdatum in Amerika | Winnaar           | Runner Up              | Andere modellen (op volgorde van eliminatie) | Aantal Deelnemers | Internationale bestemming         |
| --------------------- | --------------------- | ----------------- | ---------------------- | --- | ----------------- | --------------------------------- |
| 1                     | 20 mei 2003           | Adrianne Curry    | Shannon Stewart        | Tessa Carlson, Katie Cleary, Nicole Panattoni, Ebony Haith, Giselle Samson, Kesse Wallace, Robin Manning, Elyse Sewell | 10                | Parijs, Frankrijk                 |
| 2                     | 13 januari 2004       | Yoanna House      | Mercedes Scelba-Shorte | Anna Bradfield, Bethany Harrison, Heather Blumberg, Jenascia Chakos, Xiomara Frans, Catie Anderson, Sara Racey-Tabrizi, Camille McDonald, April Wilkner, Shandi Sullivan                                                           | 12                | Milaan, Italië                    |
| 3                     | 22 september 2004     | Eva Pigford       | Yaya DaCosta           | Magdalena Rivas, Leah Darrow, Julie Titus, Kristi Grommet, Jennipher Frost, Kelle Jacob, Cassie Grisham, Toccara Jones, Nicole Borud, Norelle Van Herk, Ann Markley, Amanda Swafford                                               | 14                | Tokio, Japan                      |
| 4                     | 2 maart 2005          | Naima Mora        | Kahlen Rondot          | Brita Petersons, Sarah Dankelman, Brandy Rusher, Noelle Staggers, Lluvy Gomez, Tiffany Richardson en Rebecca Epley, Tatiana Dante, Michelle Deighton, Christina Murphy, Brittany Brower, Keenyah Hill                              | 14                | Kaapstad, Zuid-Afrika             |
| 5                     | 21 september 2005     | Nicole Linkletter | Nik Pace               | Ashley Black, Ebony Taylor, Cassandra Whitehead (gestopt), Sarah Rhoades, Diane Hernandez, Coryn Woitel, Kyle Kavanagh, Lisa D'Amato, Kim Stolz, Jayla Rubinelli, Bre Scullark                                                     | 13                | Londen, Verenigd Koninkrijk       |
| 6                     | 8 maart 2006          | Danielle Evans    | Joanie Dodds           | Kathy Hoxit, Wendy Wiltz, Kari Schmidt, Gina Choe, Mollie Sue Steenis, Leslie Mancia, Brooke Staricha, Nnenna Agba, Furonda Brasfield, Sara Albert, Jade Cole                                                                      | 13                | Bangkok, Thailand                 |
| 7                     | 20 september 2006     | CariDee English   | Melrose Bickerstaff    | Christian Evans, Megan Morris, Monique Calhoun, Megg Morales, AJ Stewart, Brooke Miller, Anchal Joseph, Jaeda Young, Michelle Babin, Amanda Babin, Eugena Washington                                                               | 13                | Barcelona, Spanje                 |
| 8                     | 28 februari 2007      | Jaslene Gonzalez  | Natasha Galkina        | Kathleen DuJour, Samantha Francis, Cassandra Watson, Felicia Provost, Diana Zalewski, Sarah Vonderhaar, Withney Cunningham, Jael Strauss, Brittany Hatch, Dionne Walters, Renee DeWitt                                             | 13                | Sydney, Australië                 |
| 9                     | 19 september 2007     | Saleisha Stowers  | Chantal Jones          | Mila Bouzinova, Kimberly Leemans, Victoria Marshman, Janet Mills, Ebony Morgan (gestopt), Sarah Hartshorne, Ambreal Williams, Lisa Jackson, Heather Kuzmich, Bianca Golden, Jenah Doucette                                         | 13                | Shanghai & Peking, China          |
| 10                    | 20 februari 2008      | Whitney Thompson  | Anya Kop               | Kim Rydzewski (gestopt), Atalya Slater, Allison Kuehn, Amis Jenkins, Marvita Washington, Aimee Wright, Claire Unabia, Stacy-Ann Fequire, Lauren Utter, Katarzyna Dolinska, Dominique Reighard, Fatima Siad                         | 14                | Rome, Italië                      |
| 11                    | 3 september 2008      | McKey Sullivan    | Samantha Potter        | Sharaun Brown, Nikeysha Clarke, Brittany Rubalcaba, Hannah White, Isis King, Clark Gilmer, Lauren Brie Harding, Joslyn Pennywell, Sheena Sakai, Elina Ivanova, Marjorie Conrad, Analeigh Tipton                                    | 14                | Amsterdam, Nederland              |
| 12                    | 4 maart 2009          | Teyona Anderson   | Allison Harvard        | Isabella Falk, Jessica Santiago, Nijah Harris, Kortnie Coles, Sandra Nyanchoka, Tahlia Brookins, London Levi, Natalie Pack, Fo Porter, Celia Ammerman, Aminat Ayinde                                                               | 13                | São Paulo, Brazilië               |
| 13                    | 9 september 2009      | Nicole Fox        | Laura Kirkpatrick      | Lisa Ramos, Rachel Echelberger, Courtney Davies, Lulu Braithwaite, Bianca Richardson, Ashley Howard, Kara Vincent, Rae Weisz, Brittany Markert, Sundai Love, Jennifer An en Erin Wagner                                            | 14                | Maui, Verenigde Staten            |
| 14                    | 10 maart 2010         | Krista White      | Raina Hein             | Gabrielle Kniery, Naduah Rugely, Ren Vokes, Simone Lewis, Tatianna Kern, Brenda Arens, Anslee Payne-Franklin, Alasia Ballard, Jessica Serfaty, Angelea Preston en Alexandra Underwood                                              | 13                | Auckland, Nieuw-Zeeland           |
| 15                    | 8 september 2010      | Ann Ward          | Chelsey Hersley        | Anamaria Mirdita, Terra White, Sara Blackamore, Rhianna Atwood, Lexie Tomchek, Kacey Leggett, Kendal Brown, Esther Petrack, Liz Williams, Chris White, Kayla Ferrel en Jane Randall                                                | 14                | Venetië & Milaan, Italië          |
| 16                    | 23 februari 2011      | Brittani Kline    | Molly O'Connell        | Angelia Alvarez, Ondrei Edwards (gestopt), Nicole Lucas, Dominique Waldrup, Sara Longoria, Dalya Morrow, Monique Weingart, Mikaela Schipani, Jaclyn Poole, Kasia Pilewicz, Alexandria Everett, Hannah Jones                        | 14                | Marrakech, Marokko                |
| 17 (All-Stars)        | 14 september 2011     | Lisa D'Amato      | Allison Harvard        | Brittany Brower, Sheena Sakai, Isis King, Camille McDonald, Bre Scullark, Kayla Ferrel en Bianca Golden, Alexandria Everett, Shannon Stewart, Dominique Reighard, Laura Kirkpatrick, Angelea Preston (gediskwalifiseerd)           | 14                | Kreta, Griekenland                |
| 18 (British Invasion) | 29 februari 2012      | Sophie Sumner     | Laura LaFrate          | Jasmia Robinson, Mariah Watchman, Louise Watts (gestopt), Candace Smith, Ashley Brown, AzMarie Livingston, Kyle Gober, Seymone Cohen-Fobish, Catherine Thomas, Eboni Davis, Alisha White (gestopt), Annaliese Dayes                | 14                | Toronto, Canada , Macau, Hongkong |
| 19 (College Edition)  | 24 augustus 2012      | Laura James       | Kiara Belen            | Jessie Rabideau, Maria Tucker (gestopt), Darian Ellis, Destiny Strudwick, Yvonne Powless, Allyssa Vuelma, Brittany Brown, Victoria Henley, Kristin Kagay, Nastasia Scott, Leila Goldkuhl                                           | 13                | Kingston, Jamaica                 |
| 20 (Guys & Girls)     | Augustus 2013         | Jourdan Miller    | Marvin Cortes          | Bianca Alexa, Chris Schellenger, Chlea Ramirez, Mike Scocozza, Kanani Andaluz, Jiana Davis, Phil Sullivan, Alex Agro, Don Benjamin, Nina Burns, Jeremy Rohmer, Renee Bhagwandeen, Chris Hernandez, Cory Wade Hindorff              | 16                | Bali, Indonesië                   |
| 21 (Guys & Girls 2)   | 18 augustus 2014      | Keith Carlos      | Will Jardell           | Ivy Timlin, Romeo Tostado (gediskwalifiseerd), Ben Schreen, Kari Calhoun, Matthew Smith, Denzel Wells, Mirjana Puhar, Raelia Lewis, Chantelle Young, Shei Phan, Lenox Tillman, Adam Smith                                          | 14                | Seoel, Zuid-Korea                 |
| 22 (Guys & Girls 3)   | 5 augustus 2015       | Nyle DiMarco      | Mamé Adjei             | Delanie Dischert, Stefano Churchill, Ava Capra, Ashley Molina, Courtney DuPerow, Bello Sanchez, Justin Kim, Dustin McNeer, Hadassah Richardson, Devin Clark, Mikey Heverly en Lacey Rogers                                         | 14                | Las Vegas, Verenigde Staten       |
| 23                    | 12 december 2016      | India Gants       | Tatiana Price          | Justine Biticon, Cherish Waters, Giah Hardeman, Krislian Rodriguez, Kyle McCoy, Binta Dibba, Marissa Hopkins, Paige Mobley, Tash Wells, Cody Wells, Courtney Nelson en Cory Anne Roberts                                           | 14                | Geen                              |
| 24                    | 9 januari 2018        | Kyla Coleman      | Jeana Turner           | Maggie Keating, Ivana Thomas, Liz Woodbury (gestopt), Rhiyan Carreker, Coura Fall, Liberty Netuschil, Christina McDonald, Sandra Shebab, Brendi K. Seiner (gestopt), Erin Green, Rio Summers, Shanice Carroll, Khrystyana Kazakova | 15                | Geen                              |